# Jean-Gaspard Deburau
Jean-Gaspard Deburau ps. Baptiste (ur. jako Jan Kašpar Dvořák 31 lipca 1796 w Kolinie, zm. 17 czerwca 1846 w Paryżu) – francuski mim czeskiego pochodzenia, od 1816 roku w zespole Funambules w Paryżu; słynny wykonawca roli Pierrota w pantomimach (od 1825). Zachowując w swej grze elementy błazenady rodem z commedia dell’arte, wyposażył Pierrota w cechy własnej osobowości: przenikliwość, dowcip i niewzruszoną pogodę ducha, dzięki czemu aktorstwo Deburau wzbudziło zachwyt romantyków.
Do jego sztuki nawiązują współczesne próby odrodzenia pantomimy. Jean-Louis Barrault stworzył portret Deburau w filmie Marcela Carné Komedianci.